# Ювеналий
Ювена́лий (лат. Iuvenalis, позднелат. Juvenalis, церк.-слав. Iувеналій, фр. Juvénal, порт. Juvenal) — мужское христианское имя.
Именины (в православии) — 2 июля по Юлианскому календарю (15 июля по Григорианскому календарю).
Уже в XIX веке данное имя рассматривалось как преимущественно употребляемое в церковной среде, в частности, как монашеское имя.
Отмечаются факты использования имени Ювеналий среди российских корейцев в конце XIX — начале XX веков.
В настоящее время в нецерковной русскоязычной среде имя воспринимается как редкое.
Существуют данные об употреблении отсутствующей в святцах женской формы данного имени — Ювеналия, однако согласно традиции Русской православной церкви такое имя может даваться женщинам в отдельных случаях только при монашеском постриге.

## Известные носители
- Иувеналий (Масловский) — архиепископ Рязанский и Шацкий, святой Русской православной церкви
- Иувеналий Нарнийский — раннехристианский православный и католический святой, первый епископ г. Нарни, Италия. Священномученик 4 века. Упоминается в книге Диалоги Св. Григория Двоеслова о чудесах святых Италии. Мощи святого хранятся в главном соборе г. Нарни в Умбрии, Италия.
- Ювеналий Аляскинский — миссионер, иеромонах, святой Русской православной церкви.
- Ювеналий (Воейков) — игумен.
- Ювеналий (Карюков)
- Ювеналий (Килин)
- Ювеналий Дмитриевич Коровин — советский художник и иллюстратор.
- Ювеналий (Машковский)
- Ювеналий (Медведский) — иеромонах, духовный писатель, автор акафиста митрополиту Алексиию.
- Ювеналий (Патриарх Иерусалимский) — православный святой, первый предстоятель Иерусалимской православной церкви в сане патриарха.
- Ювеналий (Половцев) — архиепископ литовский и виленский.
- Ювеналий (Поярков) — митрополит Крутицкий и Коломенский.
- Ювеналий (Смирнов) — префект Казанской семинарии, игумен.
- Ювеналий (Тарасов) — схимитрополит Русской православной церкви.